# Cimafej Hardzejčyk
Cimafej Dzmitryevič Hardzejčyk (in bielorusso Цімафей Дзмітрыевіч Гардзейчык?; in russo Тимофей Дмитриевич Гордейчик?, Timofej Dmitrievič Gordzejčik; Minsk, 4 gennaio 1986) è un tuffatore bielorusso.
Agli europei di nuoto ha vinto la medaglia di bronzo nel concorso dei tuffi dalla piattaforma 10 metri sincro, in coppia con il connazionale Vadzim Kaptur.
Nel 2012 ha preso parte ai Giochi olimpici di Londra gareggiando nel concorso dalla piattaforma 10 metri e ha concluso al trentunesimo posto.

## Palmarès
- Europei di nuoto

Budapest 2010: bronzo nella piattaforma 10 m sincro.